# Gabriel Longueville
Gabriel Longueville (18. března 1931, Étables – 18. července 1976, Chamical) byl francouzský římskokatolický kněz, zavražděný během špinavé války v Argentině. Katolická církev jej uctívá jako blahoslaveného mučedníka.

## Život
Narodil se dne 18. března 1931 v obci Étables ve Francii. Poté, co vystudoval seminář ve Viviers byl dne 29. června 1957 v katedrále Saint-Vincent de Viviers biskupem Alfredem Couderc vysvěcen na kněze. Roku 1970 byl přeložen do arcidiecéze Corrientes v Argentině, kde začal vykonávat pastorační činnost. Roku 1971 byl přeložen do diecéze La Rioja, kde se spřátelil s biskupem bl. Enrique Angelelli. Sdílel s ním také názory ohledně politické situace.
Dne 18. července 1976 byl spolu se svým společníkem knězem bl. Carlosem de Dios Murias unesen z kláštera, ve kterém pobýval a převezen na leteckou základnu v Chamical. Zde byl se svým společníkem vyslýchán a mučen. Poté byli oba zabiti.
O dva dyn později byly na silnici nalezeny jejich těla se známkami mučení a plná kulek. Pohřbu předsedal dne 22. července 1976 biskup bl. Enrique Angelelli. Ten se 4. srpna téhož roku stal obětí atentátu. Na místě nálezu těl se každoročně koná pouť.
Dne 7. prosince 2012 odsoudil soud za zavraždění dvou kněží k doživotnímu vězení bývalého armádního velitele Luciana Benjamína Menéndeze a jeho komplice.

## Úcta
Jeho beatifikační proces započal dne 24. července 2011, čímž obdržel titul služebník Boží. Dne 8. června 2018 podepsal papež František dekret o jeho mučednictví.
Blahořečen byl spolu s dalšími třemi mučedníky špinavé války (Enrique Angelelli, Carlos de Dios Murias a Wenceslao Pedernera) dne 27. dubna 2019 ve městě La Rioja. Obřadu předsedal jménem papeže Františka kardinál Giovanni Angelo Becciu.
Jeho památka je připomínána 17. července. Je zobrazován v kněžském rouchu.